# ウガリナイ・コピ島
ウガリナイ・コピ島(ウガリナイ・コピとう、ロシア語: Остров Угольной Копи)は北極海の一部であるバレンツ海に位置するロシア連邦領ゼムリャフランツァヨシファにある島である。1905年にアメリカの探検隊により命名された 。